# Francisco Alvim
Francisco Soares Alvim Neto, ou simplesmente Chico Alvim (Araxá, 1938) é poeta e diplomata brasileiro. 

## Vida e obra
Chico Alvim estreou em 1968 com o livro de poemas Sol dos cegos, que junto de Antonio Carlos de Brito, Cacaso, marcava o aparecimento do que José Guilherme Merquior chamou de a primeira geração de poetas “pós-vanguardas”. 
Iniciou sua carreira no exterior como secretário da representação do Brasil junto à Unesco, em Paris. Entre 1969 e 1971 vive em Paris, onde escreve parte de seu livro Passatempo, lançado em 1974 pela coleção Frenesi, a qual editou também os livros Grupo Escolar, de Cacaso, Corações veteranos, de Roberto Schwarz, Em busca do sete-estrelo, de Geraldo Carneiro, e Motor, de João Carlos Pádua. A antologia 26 poetas hoje, organizada por Heloísa Buarque de Hollanda ajudou a dar visibilidade à poesia produzida nesse período, e ficou conhecida como  poesia marginal.
Em 1978, Francisco Alvim publica Dia sim dia não, com Eudoro Augusto, e, em 1981 Festa  e  Lago, montanha, que mantinham a marca da produção independente e artesanal do autor. Em 1981 a editora Brasiliense reuniu seus livros em Passatempo e outros poemas, com o qual ganhou o Prêmio Jabuti.
Em 1988, a coletânea Poesias reunidas  lhe rendeu outro Prêmio Jabuti; em 2000, publica Elefante (Companhia das Letras), livros depois reunidos em Poemas (1968-2000). O mais recente livro de Francisco Alvim chama-se O metro nenhum (Companhia das Letras, 2011).
Foi cônsul-geral do Brasil em Barcelona (1995-1999) e em Roterdão na Holanda (1999-2003), tendo sido então nomeado Embaixador na Costa Rica, vindo a se aposentar do Ministério das Relações Exteriores em outubro de 2008,

## Obras
- Passatempo (1974)
- Elefante (2000)
- Poemas: (1968-2000) (2004)
- O metro nenhum : poemas (2009)